# Ion Hortopan (deputat)
Ion Hortopan (n. 7 octombrie 1943, com. Turcinești, județul Gorj) este un inginer minier și om politic român, care a fost ales ca deputat de județul Hunedoara în legislatura 1992-1996, pe listele PRM.

## Biografie
Ion Hortopan s-a născut la data de 7 octombrie 1943 în com. Turcinești ( județul Gorj). A absolvit cursurile Facultății de Mine din cadrul Institutului de Mine din Petroșani, devenind inginer minier. A lucrat ca inginer și cercetător științific. În prezent este doctorand în minerit.
A devenit membru al Partidului România Mare (PRM), fiind ales în urma alegerilor parlamentare din septembrie 1992 ca deputat de Hunedoara pe listele PRM pentru legislatura 1992-1996. În calitate de deputat, a fost membru al Comisiei pentru industrii și servicii, precum și vicepreședintele Comisiei de anchetă privind situația flotei comerciale române.
Fostul deputat Ion Hortopan este căsătorit și are un copil.